# 비트 (식물)
비트(영어: beet)는 비름과의 식물로서 빨간 무라고도 불린다. 비트뿌리를 채소로 먹는다.

## 영양 성분
비트는 열량이 적고 콜레스테롤을 함유하고 있지 않다. 또한 비트는 비타민 C와 비타민 A를 포함하고 있다. 생 비트는 엽산이 풍부하다.
뿌리에서는 항산화물질인 글라이신 베타인(glycine betaine)을 찾을 수 있다. 글라이신 베타인은 심장병, 뇌졸중, 폐암, 췌장암등의 위험성을 줄여준다.

## 재배종
비트는 덩이줄기, 잎사귀, 잎맥 등을 이용하기 위해 다양한 재배종이 만들어졌다.
- 근대 재배종
  - B. v. ssp. vulgaris convar. cicla - 잎사귀를 이용하는 재배종. 근대
    - B. v. ssp. v. convar. cicla. var. cicla
    - B. v. ssp. v. convar. cicla. var. flaviscens (근대)

  - B. v. ssp. vulgaris convar. vulgaris - 덩이줄기를 이용하는 재배종
    - B. v. ssp. v. convar. vulgaris var. crassa (사료용 비트)
    - B. v. ssp. v. convar. vulgaris var. altissima (사탕무)
    - B. v. ssp. v. convar. vulgaris var. vulgaris (채소용 비트)